# Sanctuaire gallo-romain de Pithiviers-le-Vieil
Le sanctuaire gallo-romain de Pithiviers-le-Vieil est un ensemble de temples de type fanum et de leurs dépendances, situé dans la commune de Pithiviers-le-Vieil, dans le département français du Loiret.
Au moins sept temples, regroupés en trois ensembles desservis par un réseau orthogonal de voies, sont fréquentés de la fin du Ier siècle apr. J.-C. jusqu'au IVe siècle. Les vestiges du site, dans l'ouest de la ville moderne comme de l'agglomération antique, sont presque intégralement recouverts.

## Localisation
Le sanctuaire de Pithiviers-le-Vieil se situe vers la limite occidentale d'une agglomération antique qui n'est signalée par aucune source avant le XXe siècle ; seul du mobilier archéologique est récolté en surface, sommairement décrit et mal localisé. Des fouilles réalisées dans les années 2010 montrent que cette agglomération ne s'étend pas davantage vers l'ouest et que le sanctuaire en marque bien la limite.
Dans la géographie de la ville moderne, l'ensemble cultuel se trouve dans le quartier de la Grande Raye où se trouvent une zone résidentielle, un parking et des équipements collectifs.

## Historique et études archéologiques
Le sanctuaire antique, qui peut faire suite à une occupation gauloise, est occupé de la fin du Ier siècle apr. J.-C. jusqu'au IVe siècle, au moment où le christianisme se diffuse,.
Les premiers temples sont découverts en 1976 par prospection aérienne, en même temps qu'une partie de l'agglomération antique et de son réseau viaire.
Des fouilles de sauvetage sont réalisées entre 1983 et 1986 sur une partie de l'emprise du sanctuaire avant son urbanisation.
L'emprise au sol des fana situés dans la partie sud-est du sanctuaire est matérialisée par des bordures de végétation. Les autres vestiges, après fouille, ont été soit détruits lors des opérations d'urbanisation, soit recouverts.

## Description

Plan schématique du sanctuaire.

Le sanctuaire se présente sous la forme de trois groupes de temples de type fanum, répartis sur un secteur d'au moins 2 ha, desservi par un réseau orthogonal de voirie et partiellement enclos ; dans chaque groupe, le temple principal peut être encadré d'un ou deux temples de dimensions plus réduites. Il comporte également d'autres constructions dont l'affectation reste à définir. Les fouilles permettent d'attester la présence d'au moins sept temples. Un huitième temple, mis au jour à proximité des thermes, au sud-est du sanctuaire, ne peut, en l'état des connaissances, lui être rattaché.
La plupart d'entre eux sont des temples à cella carrée et à galerie de circulation périphérique ; tous sont ouverts à l'est avec le même décalage de quelques degrés et les trois plus grands présentent de ce côté une avancée maçonnée pouvant être un escalier d'accès au podium.
Un autel utilisé pour des crémations rituelles est identifié près de l'entrée de l'un des temples ; un autre est localisé à proximité.
Le mobilier archéologique recueilli à l'occasion des fouilles comprend des monnaies ainsi qu'une quantité importante de céramique sigillée provenant des ateliers de poterie antique de Lezoux (Puy-de-Dôme), des ateliers céramiques gallo-romains d'Argonne (Meuse) ou de La Graufesenque (Aveyron).
Les constructions non identifiées possèdent une architecture complexe avec des cloisonnements internes et des caves. Elles peuvent être des dépendances des temples destinés à les mettre en valeur, des pièces à l'usage des desservants, des structures d'accueil pour les fidèles ou des habitations,.